# 瓦连京·亚宁
瓦连京·拉夫连季耶维奇·亚宁（俄语：Валентин Лаврентьевич Янин，1929年2月6日—2020年2月2日），俄罗斯历史学家，考古学家。

## 生平
1929年生于维亚特卡，在家族悲剧的阴影中长大。外公在1937年的大清洗中被捕，次年死于莫尔多瓦劳改营。父亲本来也上了枪决名单，最终逃过一劫，幸免遇难。第二次世界大战前，他对钱币学产生了浓厚兴趣。1946年以优异成绩毕业后免试进入莫斯科国立大学历史系学习，师从考古学家阿尔捷米·阿尔齐霍夫斯基，1951年本科毕业后留校深造，1954年以论文《中世纪罗斯货币体系》获历史学副博士学位，此后留系担任初级研究员。1962年，他带领团队对大诺夫哥罗德考古遗址进行了发掘，所获极丰。1963年获全博士学位。1964年晋升教授。1966年当选苏联科学院历史学部通讯院士。1970年获苏联国家奖。1978年至2016年，担任莫斯科国立大学考古系主任。1984年获列宁奖。1990年当选苏联科学院院士。1996年获俄罗斯联邦国家奖。1999年获罗蒙诺索夫金质奖章。2010年获亚历山大·索尔仁尼琴文学奖。
2020年2月2日在莫斯科去世。

## 学术成果
亚宁早期主要研究古罗斯钱币学。1962年后主要从事对中世纪诺夫哥罗德共和国货币体系和民主制度的研究。他的博士论文明确证明了俄国人祖上也曾民主过：在基辅罗斯被莫斯科大公国吞并之前，甚至在向金帐汗国称臣的时代，诺夫哥罗德的市长一直是通过民主选举的方式产生的。同时，亚宁也在中世纪桦皮书简、宗谱学和纹章学等研究领域颇有建树。